# Дуплет (фильм)
«Дуплет» — художественный фильм режиссёра Алоиза Бренча. Снят по мотивам повести Андрея Костина «Вскользь» на киностудии «Deckrim Rīga» в 1992 году.

## Сюжет
Профессиональный игрок Клаус Майер приезжает в Ригу, чтобы принять участие в международном турнире бильярдистов. Озабоченный внезапным исчезновением своего товарища, Клаус неожиданно выходит на преступную группу коррумпированных чиновников рижского порта, занимающихся незаконными перевозками ядовитых отходов химического производства.
Среди участников турнира — полковник полиции Лион Плуме, один из организаторов схемы чёрного транзита. Он устраивает многочисленные препятствия на пути дознания Клауса. Преступники нервничают и допускают в связи с этим ряд промахов. Приехавшим в Ригу гамбургским сыщикам, с помощью Клауса и его новой знакомой Риты, удаётся справиться с противодействием дельцов. После отчаянного сопротивления злоумышленники были изобличены и переданы в руки местных властей.

## В ролях
- Юрис Жагарс — Клаус
- Илзе Дауварте — Рита
- Альгис Матулёнис — Лион
- Ромуальдас Раманаускас — Эдис
- Улдис Ваздикс — доктор
- Эдуард Павулс — капитан
- Гирт Яковлев — Виктор
- Виктория Ковалевская — Инна
- Лелде Викмане — коридорная
- Петерис Лиепиньш — Эйнар
- Петерис Гаудиньш — санитар
- Янис Зариньш — Хельмут
- Юрис Каминскис — радист
- Юрис Плявиньш — боцман
- Владимир Рожин — Франц
- Юрис Леяскалнс
- Дайнис Поргантс
- Харий Спановскис
- Агрис Гриковс
- Инита Лукашенко
- Ромуалдс Анцанс
- Вилнис Бекерис
- Мартыньш Вердыньш
- Лев Бирманис — аукционист

## Съёмочная группа
- Автор сценария: Лаурис Гундарс
- Режиссёр-постановщик: Алоиз Бренч
- Оператор-постановщик: Ралфс Круминьш
- Композитор: Раймондс Паулс
- Художник-постановщик: Гунарс Балодис
- Режиссёр: Имби Стренга
- Оператор: Иварс Хофманис
- Звукорежиссёр: Виктор Лычёв
- Художник по костюмам: Бригита Борга
- Художник-гримёр: Дзинтра Биюбине
- Монтажёр: Зигрида Гейстарте
- Директор: Нина Бутова

## Критика
Фильм поставил латышский режиссер Алоиз Бренч, известный еще в советские времена постановками крупных детективных картин. Эта лента (по мотивам повести А. Костина «Вскользь») также представляет собой криминальную историю, но уже с политизированным душкоми поправкой на современность. Действие происходит главным образом в Риге, Гамбурге и на пути между этим портами. Именно здесь действует банда, перевозящая транзитом ядовитый контрабандный груз. Конечно, в фильме обилие убийств. Все это сдобрено изрядной порцией секса. Несколько отличными от устоявшихся схем показаны соревнования по бильярду, снятые довольно интересно. В остальном по заезженной колее.— журнал «Вестник», 1997